# Karl Janisj

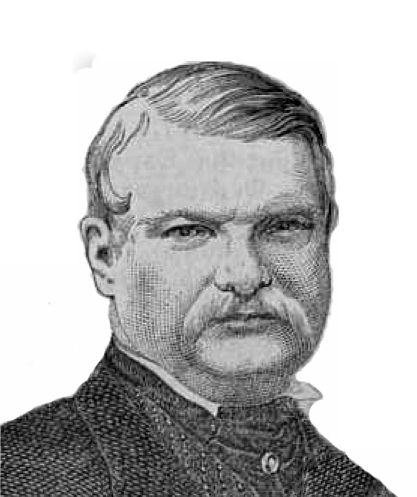
Karl Janisj

Karl Andrejevitsj Janisj (Russisch: Карл Андреевич Яниш), geboren als Carl (Karl) Ferdinand von Jänisch of Jaenisch (Vyborg, 11 april 1813 - Sint-Petersburg, 5 maart 1872) was een Fins-Russisch schaaktheoreticus.

## Biografie
Karl Janisj werd geboren in Vyborg in het Grootvorstendom Finland, dat tot het Keizerrijk Rusland behoorde. Hij volgde een opleiding tot werktuigbouwkundige, eerst in Moskou en later in Sint-Petersburg. Hierna werd hij majoor in het Russische leger bij de genie.
In 1838 schreef hij een boek over schaakopeningen. Twee jaar later verliet hij het land en reisde naar Duitsland waar hij de schaker Petrov ontmoette. Daarna legde hij zich toe op de ontwikkeling van de moderne openingstheorie. Hij werd onder leiding van Petrov een sterk schaker; ook was hij probleemcomponist.

## Gambieten
Naar Karl Janisj zijn een tweetal gambieten vernoemd: het Janisjgambiet in de Spaanse opening, 1.e4 e5 2.Pf3 Pc6 3.Lb5 f5, en het Janisjgambiet op c4 in de Engelse opening, 1.c4 b5.